# Futsal Club Mostar-Stari Grad
Il Futsal Club Mostar-Stari Grad è una squadra bosniaca di calcio a 5, fondata nel 2005, con sede a Mostar.

## Palmarès
- Campionato bosniaco: 2

2016-17, 2017-18
- Coppa della Bosnia ed Erzegovina: 1

2016-17